# Mair1 Festival
Das Mair1 Festival ([Mɛə wʌn], Zusammensetzung aus Montabaur, Airfield und One) ist ein im Jahr 2007 unter dem Namen Mach1 Festival gegründetes Musikfestival & Open-Air-Festival in Montabaur im Westerwald, das jährlich am letzten Juniwochenende stattfindet. Auf dem Festival treten in erster Linie Bands aus dem Bereich Rock, Metal, Punk, Hardcore Punk und verwandten Stilrichtungen auf.
2016 und 2017 fand das Festival nicht statt. Als Gründe wurden die starke Konkurrenzsituation auf dem Festivalmarkt angeführt.

## Name
Die alte Bezeichnung Mach1 leitete sich von der Mach-Zahl ab, die das nahtlos übergehende Bespielen auf zwei Bühnen signalisieren soll und sich aus der Luftfahrt ableitet, da die Veranstaltung auf einem Flugplatz stattfindet. Aus markenrechtlichen Gründen darf der Name ab 2011 nicht weiter verwendet werden. Am 26. Oktober 2011 wurde das Festival in Mair1 Festival umbenannt. Der Name wurde von Montabaur Airfield One abgeleitet.

## Festivalgelände
Das Festivalgelände ist der Segelflugplatz des LSC Westerwald e. V. in Montabaur, welcher sich zwischen der Stadt und der angrenzenden Gemeinde Holler befindet.

## Geschichte & Bands
Das Mach1 Festival entstand 2007 als zweitägige Veranstaltung.

### 2007
Am 29. und 30. Juni 2007 besuchten ca. 2.500 Besucher das Festival. Aufgetreten sind Less Than Jake, 4Lyn, Venerea, Skin of Tears, V8 Wankers, Kleinstadthelden, Sick & Wired, Wast of Time, The Bordells, Burning The Evidence, Smokebox, Isetta Drive, Highfly, Leeching Project, Destination Anywhere, 2 Times Wasted, Deathterror, Van Skaat, Soma und Project 54.

### 2008
Am 27. und 28. Juni 2008 erhöhte sich die Besucherzahl auf 5.500. Aufgetreten sind Sick of It All, Comeback Kid, Madball, The Bones, Shai Hulud, Emil Bulls, Vanilla Sky, Six Reasons to Kill, Smokebox, Serum 114, Never Face Defeat, Tiny-Y-Son, All Its Grace, Destination Anywhere, The twisted Minds, Takking over Mars, Brutal Polka, Panic Jesus und StaatsPunkrott.

### 2009
Am 26. und 27. Juni 2009 erhöhte sich die Zahl der Besucher mit 10.000 fast aufs Doppelte. Aufgetreten sind Bloodhound Gang, Millencolin, Rage, Dritte Wahl, Terror, Maroon, All Shall Perish, Born from Pain, Wirtz, Kenai, Useless ID, Freddy Furber, The Jerks, Myra, Waste of Time, Your Hero, Tough Nur To Crack, Hordak und Asrael.

### 2010
Am 25. und 26. Juni 2010 waren, wie im Vorjahr, 10.000 Besucher auf dem Mach1 Festival. Aufgetreten sind Hatebreed, WIZO, Soulfly, Agnostic Front, Sick of It All, Evergreen Terrace, Neaera, Death by Stereo, Death Before Dishonor, Down by Law, Dioramic, Twisted Minds, The Grandtry, Me and Mark, Ritual, Tiny-Y-Son, Blam, All for Nothing, Six Reasons to Kill, Empty Skies, The Haven Theory, Exc3ed, As Seconds Become Centuries, Make the Day, Awaiting Crunch, Prison Mind und Delivering Cry.

### 2011
Am 24. und 25. Juni 2011 fand das Festival erneut statt mit den Bands Heaven Shall Burn, Terror, Soilwork, The Black Dahlia Murder, Black Label Society, Sepultura, Suicide Silence, Callejon, U.S. Bombs, Deez Nuts, War from a Harlots Mouth, After the Burial, Captain Planet, His Statue Falls, The Blackout Argument (feat. Casper), P.O. Box, Adept, Bleed from Within, Alpha & Omega, Betray Your Idols, Steve Rawles, Eskimo Callboy, Famous For a Cutie, Discore, Not Available, Choke Me, Days of Despite, Cardiac Casper, Emil Bulls, Hordak, Never Face Defeat, Empty Skies, Myra, The Grandtry und 7 Eyed Owl.

### 2012
Am 15. und 16. Juni 2012 fand das Festival mit folgenden Bands statt: Hatebreed, Parkway Drive, August Burns Red, Pennywise, Caliban, Puddle of Mudd, Emmure, Your Demise, Less Than Jake, Unearth, Walls of Jericho, Neaera, ZSK, We Butter the Bread with Butter, Evergreen Terrace, Destrage, Eskimo Callboy, Stick to Your Guns, Danforth, Benzin, Breakdown of Sanity, Disposed to Mirth, Xibalba, Six Reasons to Kill, Shake the Pagoda Tree, Marathonmann, Middle Fingers High, Between Love and Madness, The Amsterdam Redlight District, Light Your Anchor, The Grandtry und Leeching Project.

### 2013
Am 27. bis 29. Juni 2013 fand das Festival mit folgenden Bands statt: All You Can Eat, Annisokay, Adept, A Traitor Like Judas, Alpha & Omega, Anchors & Hearts, Any Given Day, All That Remains, April Uprising, Ays, Boysetsfire, Breakdown of Sanity, Brutality Will Prevail, Bury Your Dead, Chelsea Grin, Deez Nuts, Every Time I Die, Funeral for a Friend, H2O, Harm/Shelter, Heaven Shall Burn, His Statue Falls, I Am Lucy, I Scream for Icecream, Iwrestledabearonce, Kmpfsprt, Light Your Anchor, Marathonmann, Nasty, NOFX, Pathways, Prison Mind, Shoot the Girl First, Show Your Teeth, Sick of It All, Silent Screams, Terror, The Acacia Strain, The Bouncing Souls, The Dillinger Escape Plan, The Doomsayer, The Ghost Inside, Vitja und VMZT.

### 2014
Am 27. und 28. Juni 2014 fand das Festival mit folgenden Bands statt: A Traitor Like Judas, Agnostic Front, All for Nothing, Anchors & Hearts, Atlas Losing Grip, Bam Margera′s Unstoppable Fuckface, Blessthefall, Bury Tomorrow, Choking on Illusions, Comeback Kid, Desasterkids, Emmure, Eskimo Callboy, Flogging Molly, Gravity Lost, GWLT, Hatebreed, Heart in Hand, Heart of a Coward, Ignite, In Other Climes, More Than a Thousand, Myra, Risk It!, Rogers, Science of Sleep, Silverstein, Skin of Tears, Skindred, The Black Dahlia Murder, The Bones, The Charm the Fury, The Eternal Story, The Gogets, The Green River Burial, Thy Art Is Murder, To the Rats and Wolves, Trash Candy, Walls of Jericho und Whose Blood Is in My Microwave.

### 2015
Am 26. und 27. Juni 2015 fand das Festival mit folgenden Bands statt: Adept, Agnostic Front, Authority Zero, Breakdown of Sanity, Burning Down Alaska, Bury My Regrets, Caliban, Emil Bulls, Expire, Guano Apes, His Statue Falls, In Hearts Wake, John Coffey, Millencolin, Nasty, Ocean of Plague, Satanic Surfers, Strung Out, Suicidal Tendencies, Terror und Unsaid.

## Auszeichnungen und Nominierungen
- Europäische Festivals Awards
  - 2013: Bestes kleines Festival (nominiert)[2]